# Масюк Станіслав Миколайович
Станіслав Миколайович Масюк — старший солдат Збройних сил України, учасник російсько-української війни, що відзначився під час російського вторгнення в Україну в 2022 році.
Станіслав Масюк народився в селі Жуки на Полтавщині. З початком повномасштабного російського вторгнення в Україну брав участь у бойових діях на Сумщині, був поранений. Станом на 27 лютого 2022 року лікувався у Лебединській ЦРЛ

## Нагороди
- орден «За мужність» III ступеня (2022) — за особисту мужність і самовіддані дії, виявлені у захисті державного суверенітету та територіальної цілісності України, вірність військовій присязі[2]..